# 펠리페 1세 (카스티야)
카스티야의 펠리페 1세(Felipe I, 1478년 7월 22일 ~ 1506년 9월 25일)는 카스티야의 왕이자 부르고뉴 공작이다. 신성 로마 제국 황제 막시밀리안 1세와 부르고뉴의 마리의 맏아들이다. 미남왕(le Beau)이라는 별명으로도 불린다.

## 생애

### 출생
아버지는 신성 로마 제국 황제 막시밀리안 1세이고 어머니는 부르고뉴의 마리이다. 펠리페는 어머니 마리가 낙마사고로 죽은 1482년 부르고뉴 공작의 칭호를 물려받았다. 그는 잘생긴 용모에 매력적이고 화술이 뛰어났으며 스포츠와 사냥을 좋아했다.

### 결혼
펠리페는 1496년 카스티야의 여왕 이사벨 1세와 아라곤의 페르난도 2세의 딸 후아나와 결혼했다. 이 결혼은 프랑스 견제의 필요성에 공감한 스페인과 오스트리아 간에 맺어진 정략결혼이었다. 백년전쟁 종결후 중앙집권에 성공한 프랑스는 서서히 강대국으로 부상하였다. 1494년에 프랑스 왕 샤를 8세의 이탈리아 침공했는데, 이는 황제의 권한에 대한 침해였다. 역사적으로 볼때 이탈리아의 관할권은 명목상 신성로마 제국 황제 막시밀리안 1세가 가지고 있었기 때문이다.
아울러 스페인은 방계 가문이 통치하는 나폴리를 지켜야 했다. 프랑스를 경계할 필요성을 느낀 황제 막시밀리안 1세와 스페인의 페르난도 2세는 자녀들의 혼인을 통해 동맹을 맺었다. 스페인의 후안 왕자는 막시밀리안 1세의 마르가레테와, 스페인의 광녀 후아나 공주는 펠리페 1세와 이중 결혼(겹 사돈)을 맺어 동맹을 공고히 하였다. 후아나와 펠리페 1세의 결혼식은 1496년 10월 20일 현 벨기에 리르에서 열렸다.
후아나가 남편을 열정적으로 사랑해서 그에게 광적으로 집착한 반면 펠리페는 여성편력이 끊이지 않았고 아내 외에도 여러 애인을 만들었다. 펠리페는 장래의 카스티야 여왕 부군이었지만 스페인을 싫어해서 아내를 홀로 남겨둔 채 플랑드르로 돌아왔고 후아나는 크게 낙심하며 정신적으로 불안한 기색을 보이기 시작했다. 결국 후아나는 플랑드르까지 남편을 쫓아갔고 남편의 애인에게 심한 질투를 보였다. 펠리페는 후아나의 정신 상태에 문제가 있다고 의심하기 시작했고 부부의 관계는 악화되었다.

### 사망
1504년 후아나가 카스티야의 여왕이 되자 펠리페는 카스티야의 영토와 막대한 재산을 탐냈다. 그는 여왕의 남편으로서 공동통치의 권리를 주장했으며 카스티야의 왕을 자처했다. 결국 펠리페는 정신병 증세를 보이는 후아나의 섭정이 되었지만 그로부터 2년 뒤 부르고스에서 죽었다. 그의 갑작스러운 죽음은 후아나의 정신착란을 더욱 심화시켰다.

## 자녀
- 레오노르 : 포르투갈의 왕비/프랑스의 왕비
- 카를 5세(1500~1558) : 신성 로마 제국의 황제
- 이사벨 : 덴마크와 노르웨이의 왕비
- 페르디난트 1세 : 신성 로마 제국의 황제
- 마리아 : 헝가리의 왕비
- 카탈리나 : 포르투갈의 왕비

## 참고 문헌
- 비비안 그린, 《권력과 광기》, 말글빛냄, 2005[쪽 번호 필요]